# Jimmy John’s

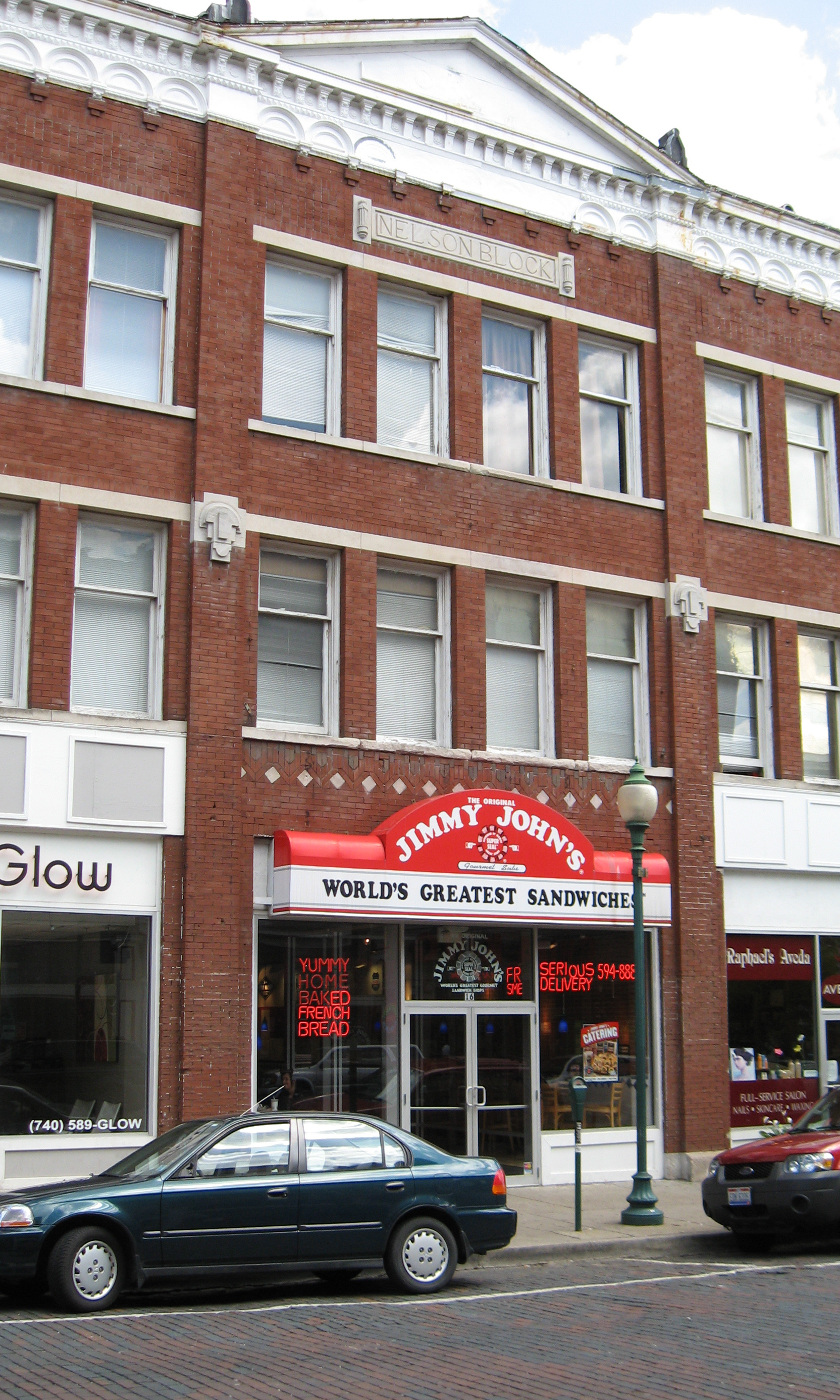
Filiale in Athens, Ohio

Jimmy John’s ist eine auf dem Franchise-System basierende US-amerikanische Sandwich-Schnellrestaurant-Kette mit Sitz in Champaign im US-Bundesstaat Illinois.

## Geschichte
Die Kette wurde 1983 vom damals 19-jährigen namensgebenden Jimmy John Liautaud gegründet und ist mehrheitlich in Besitz von Inspire Brands, einer Tochtergruppe der Roark Capital Group. Das Unternehmen wuchs schnell, im Jahr 2009 gab es 875 Filialen, 2013 über 1.800, 2019 über 2800 Filialen. Der Umsatz durchbrach 2011 die Milliardengrenze.

## Produkte
Mit dem Zusatz Gourmet Sandwiches und nach eigenen Angaben hochwertigen Zutaten – so gibt es statt klassischen, weichen Sandwichbroten etwas schmalere und länglichere, eher kleinen Baguettes ähnelnde Brote – möchte sich das Unternehmen von Konkurrenten wie Subway abgrenzen, befindet sich jedoch auf dem gleichen Preisniveau. Das Angebot umfasst 25 Sandwichs, die eine festgelegte Zutatenkomposition vorsehen.